# Шахновський Олександр Володимирович
Олександр Володимирович Шахновський (нар. 11 червня 1956, місто Луцьк Волинської області) — український радянський діяч, бригадир електрозварників Луцького автомобільного заводу Волинської області. Депутат Верховної Ради УРСР 11-го скликання. Член ЦК КПРС у 1990—1991 роках.

## Біографія
У 1974 році закінчив Луцьке технічне училище № 1.
З 1974 року — електрозварник Луцького автомобільного заводу Волинської області.
У 1975—1977 роках служив у Радянській армії.
З 1977 року — електрозварник, бригадир електрозварників Луцького автомобільного заводу Волинської області.
Член КПРС з 1980 року.
У 1988 році закінчив Львівський технікум промислової автоматики.
Потім — на пенсії в місті Луцьку Волинської області.